# Irond
Irond ist ein 2000 initiiertes russisches Musiklabel mit Sitz in Moskau. Dort werden vor allem für den russischen Markt lizenzierte Tonträger von Gruppen aus allen Bereichen des Heavy Metal veröffentlicht.

## Künstler (Auswahl)
- Aquaria
- Artension
- Begerith
- Butterfly Temple
- Dolorian
- Enthroned
- Everlost
- Fair Warning
- Fejd
- Fission
- Heidevolk
- Hollenthon
- Judas Iscariot
- Nachtgeschrei
- Peccatum
- Samsas Traum
- Summoning
- Tribuzy

## Veröffentlichungen (Auswahl)
- 1349 – Hellfire (2005)
- Carpathian Forest – Morbid Fascination of Death (2002)
- Dark Funeral – Diabolis interium (2002)
- Lacrimas Profundere – La Naissance D’Un Rêve (2003)
- Skepticism – Stormcrowfleet (2003)